# 寺格
寺格（じかく）は、寺院の宗教的地位や社会的地位により朝廷や幕府などの政府が認めた寺院の格式、および各教団が定める寺院の寺院等級である。
封戸、出挙稲、寺田、荘園所有などの権益、三綱（僧の官位）・別当あるいは住持職の任免、修法方法、服装などの待遇、経済、身分、などで区分された寺院の等級が設けられ、高い格式を認められた寺院は特権的待遇を受ける。

## 概要
古代に朝廷は官寺を定めて『延喜式』で、官寺のうち大寺、国分寺、定額寺（じょうがくじ）及び大寺、有封寺、諸寺の2種3階級に区分した。天皇の祈願寺は勅願寺と称された。
中世に、皇族と貴族が住職を務める門跡寺院が生じた。門跡は宮門跡、摂家門跡、准門跡、脇門跡などに分けられ、その下に院家、准院家などが生じた。官寺や門跡は朝廷における序列だが、鎌倉幕府後期に鎌倉幕府は臨済宗の主な5つの寺院を選定して「五山」の寺格を制定し、室町幕府はさらに発展させて臨済宗寺院を五山・十刹・諸山・林下に区分したことから、その他の諸宗派内部の序列、格式として寺格が成立した。一宗を統率する僧録が住す寺院も「僧録所」として重視された。
江戸時代に江戸幕府は本山 - 末寺の本末制度を導入し、各宗派の本山を通じて仏教界全体を統制した。幕府や諸藩は戦国時代の制度を引き継いで窓口となる触頭を宗派ごとに江戸や所領へ配し、触頭の寺院も特別視された。ほかに寺領による朱印寺、黒印寺、僧衣の色による紫衣寺、香衣寺、儀式典礼による独礼寺などの区分があり、浄土真宗の連枝寺院など教団ごとに寺院の格式が定められて序列化された。
明治維新以後は、政教分離により国家認定が消滅した。
現在は各教団ごとに大本山、本山、別格本山など本末関係に基づく寺院等級や、日蓮宗の霊跡寺院・由緒寺院などの寺格制度が設けられている。